# Liste antiker Ortsnamen und geographischer Bezeichnungen/Eq
| Lateinischer Name             | Griechischer Name | Beschreibung                              | Heute                                               | Quellen und Verweise | Lage |
| ----------------------------- | ----------------- | ----------------------------------------- | --------------------------------------------------- | -------------------- | ---- |
| Equabona                      |                   | Stadt in Lusitanien                       | Coina in Portugal                                   | RE; Smith;           |      |
| Equilium                      |                   |                                           | Jesolo                                              |                      |      |
| Equus Tuticus, Aequum Tuticum |                   | Ort in Samnium an der Grenze zu Campanien | 35 km ost-nordost von Benevent, bei Saint Eleuterio | RE; Smith;           |      |